# Джуманджи
„Джуманджи“ (на английски: Jumanji) е американски фентъзи филм от 1995 г., режисиран от Джо Джонстън, по сценарий на Грег Тейлър, Джонатан Хенсли и Джим Стрейн. Адаптация е от едноименната книга на Крис Ван Алсбърг през 1981 г. Във филма участват Робин Уилямс, Бони Хънт, Кирстен Дънст, Брадли Пиърс, Джонатан Хайд, Бебе Нууърт и Дейвид Алън Гриър.
Историята се съсредоточава върху 12-годишния Алън Париш, който е заловен в свръхестествена игра на дъска, докато играе с най-добрата си приятелка Сара Уитъл през 1969 г. Двадесет и шест години по-късно, през 1995 г., братът и сестрата Джуди и Питър Шепърд откриват играта играейки и след това несъзнателно освобождаване на сегашния възрастен Алън. След като са проследили Сара, квартетът решава да завърши играта, за да обърне всички разрушения, които е причинил.
Филмът е пуснат на 15 декември 1995 г. Въпреки че филмът е получил неблагоприятни отзиви от критиците, той е бил успех в боксофиса, печелейки 263 милиона долара по целия свят с бюджет от приблизително 65 милиона долара, който стана десетият най-скъп филм от 1995 г.
Подобен филм, пуснат на пазара като духовен наследник на „Джуманджи“, озаглавен „Затура: Космическо приключение“, е издаден през 2005 г. и е адаптиран и от книга на Ван Аусбург, която е по-пряко свързана с книгата „Джуманджи“.
Тя е част от поредицата Джуманджи и създава пряко продължение, „Джуманджи: Добре дошли в джунглата“ (2017), както и анимационен телевизионен сериал, който се излъчва от 1996 до 1999 година.

## Сюжет
През 1869 г. близо до малко градче, наречено Брантфорд, в щата Ню Хемпшир, двама братя заравят сандък и се надяват, че никой няма да го намери, но век по-късно това най-сетне се случва, когато десетина-годишно момче на име Алън Париш попада на него. Алън, който е син на местен фабрикант на обувки и потомък на основателя на града, е редовно преследван от банда деца-побойници. Баща му, Сам, го съветва да им се противопостави, но сам не се намесва в разправиите им, защото смята, че това ще бъде вредно за възпитанието на сина му - той иска да направи час по-скоро от него "истински Париш" и по тази причина смята да го прати в училище-интернат, макар да забелязва отчаянието му при новината за това. Докато се укрива от преследвачите си, във фабриката на баща си, Алън среща своя приятел Карл Бентли, чернокож младеж, който има големи амбиции в обувната промишленост, - той е измислил нов вид обувка (много подобна на бъдещата маратонка) и дори е изработил прототип, който смята да покаже на Сам, но не успява защото Алън без да иска го поврежда, а заедно с него - и една машина, която задръства с него. По този повод Карл, който поема вината за да не пострада Алън, е уволнен, а Сам пропуска една блестяща бизнес-възможност, която би могла да предотврати един ден разорението му. Впоследствие, когато Алън отново е погнат от тайфата, те дори открадват колелото му, той намира убежище на един строеж. Именно там, при изкопните работи, е откопана вълшебната игра "Джуманджи", която се намира в сандъка, заровен в началото на филма. Момчето я измъква от земята и я отнася у дома. Тъкмо тогава там пристига и неговата приятелка Сара Уитъл, която е намерила велосипеда му. Алън ѝ показва играта и я кани да играят на нея. Децата не схващат веднага, че новата им играчка е омагьосана, а когато го разбират вече е твърде късно - веднъж започната "Джуманджи" непременно трябва да се завърши - само тогава всичко става, каквото е било (с изключение на това, че участниците запазват спомена за станалото във връзка с нея, ако са живи, след обратната трансформация). Играта е настолна и се състои от дъска с полета, по които се придвижва фигурите на играчите - всеки има по една - според падането на две зарчета. В център на дъската се изписва тайнствено послание, което показа, какво ще се случи с участниците занапред. Още първите ходове вкарват Сара и Алън в ужасни ситуации - тя е подгонена от ято прилепи, а той е всмукан от играта и временно изчезва за да се озове в джунглата, където трябва да се научи да се бори и оцелява, преследван от зверовете и от Ван Пелт - зъл ловец-колонизатор, за когото той е най-съблазнителната плячка.
Отсъствието на Алън Париш продължава 26 години. През 1995 г. градът, който благодарение на провала на Карл Бентли, станал полицай, вместо майстор-обущар и бизнес-партньор на Сам, междувременно ужасно е западнал след фалита на семейство Париш, които безуспешно се мъчат да издирят сина си и на които в края на краищата е приписано "убийството му". Къщата им е запазена, но опустяла, а фабриката - занемарена и опустошена, освен горният й етаж, където е бил офисът на Алън и където сега живее бездомник - някога един от служителите и приятелите на собственика. Сара живее в града, но е обявена за луда и се препитава с врачуване.
Тогава в Брантфорд се преместват да живеят две деца - по-голямата Джуди Шепърд и братчето й Питър, горе-долу на възрастта, на която е бил Питър при първия си сблъсък с "Джуманджи", които се настаняват в къщата на Париш, заедно със своята леля Нора, която иска да я превърне в хотел. Тя се грижи за децата след смъртта родителите им, починали при катастрофа в Канада, където отишли на ски-почивка. Скоро след това Джуди и Питър намират играта на тавана и започват да я играят, без да знаят че всъщност продължават вече започната от Алън и Сара. Бързо разбират, че са попаднали във вълшебно приключение, което няма да приключи докато някой не стигне края на пътечката, очертана от полетата на играта с точен брой точки или с определено хвърляне на зара. С ходовете си освобождават рояк от огромни комари и войска от маймуни, а също и огромно стадо от най-разнообразни животни, които започват да вилнеят из градчето и да вършат поразии. Връщат и Алън, който изскача от играта, приспособен към живота в гората, но не и към този в града. Въпреки че е минало толкова време, той очаква всичко да е по старому и е поразен и покрусен от промените. Но няма време за губене, защото къщата и градът все повече пострадват заради "Джуманджи", от която се появяват и гигантски бързоразвиващи се хищни растения, както и преследващия Алън ловец Ван Пелт. Междувременно той попада на Карл, който временно го арестува, на Сара, която отначало отказва да се включи отново в играта, въпреки че е дошъл отново нейният ред и на бившия работник, който му съобщава за съдбата на родителите му. 
Вече четирима, играчите са сполетени от множество премеждия, като отмъкването на играта от един пеликан, от който с мъка я изтръгват обратно, превръщането на Питър в маймуноподобно същество, пълното съсипване на къщата, която е наводнена и схватка с ловеца, който накрая пленява останалите и се опитва да застави Алън да посвети силите си на опити да му избяга. Но вече израслия Алън най-сетне проумява подобието между ситуацията, в която е попаднал и живота му като дете и смело му се противопоставя, заставайки пред дулото на пушката, но междувременно хвърляйки заровете и спечелвайки играта. Моментално всичко започва да се променя и Алън, който иначе би бил убит от ловеца, който стреля срещу него, както и Сара, отново стават деца и "се завръщат" в 1969 г., запазвайки спомена си за станалото и за двете деца, с които са се сприятелили, но които в това време все още не са родени. Те решават да променят живота им, както и своя собствен. Осъзнават, че са влюбени един в друг, стават гаджета, остават заедно и впоследствие се женят и заживяват в къщата на Париш, заедно с родителите на Алън, които той спасява и им помага да забогатеят още повече (благодарение на изобретението на Карл, който остава техен служител, след като Алън си признава грешката). Отношенията в семейство Париш също са променени, в резултат на обяснението между момчето и баща му (на което то в предходния вариант на събитията не се решава), накарало Сам да осъзнае, че греши за сина си и неговото бъдеще. Градът също е процъфтял и всички обичат фамилията Париш. Къщата им е център на местния общестен живот - там се провежда и градското коледно парти в края на 1993 г. (по същото време, по което родителите на Джуди и Питър биха загинали, ако събитията се разиграваха, като първия път, но сега те са поканени на празненството заедно с децата си и така и не отиват във ваканция, защото са наети от Алън да изпълнят спешно изключително изгодна поръчка в областта на рекламата). Сара и той са щастливи отново да видят някогашните си приятели, които "не ги помнят", но усещат, че нещо ги свързва и отново стават близки с тях. Всички те заживяват щастливи, далеч от страховитата игра "Джуманджи", която в това време плава, изхвърлена някъде из моретата. В края на филма обаче се вижда, че тя е заседнала на един пясъчен плаж, а две френскоговорещи момичета я откриват пак.

## Актьорски състав
| Актьор            | Роля                 |
| ----------------- | -------------------- |
| Робин Уилямс      | Алън Периш           |
| Бони Хънт         | Сара Уидъл           |
| Кирстен Дънст     | Джуди Шепърд         |
| Брадли Пиърс      | Питър Шепърд         |
| Дейвид Алън Гриър | Карл Бентли          |
| Джонатан Хайд     | Сам Периш / Ван Пелт |
| Патриша Кларксън  | Керъл-Ан Периш       |
| Биби Нюуърт       | Нора Периш           |

## Награди и номинации
| Награда | Категория                           | Номиниран(и)               | Резултат  |
| ------- | ----------------------------------- | -------------------------- | --------- |
| Сатурн  | Най-добри специални ефекти          | Най-добри специални ефекти | награда   |
| Сатурн  | Най-добра актриса в поддържаща роля | Бони Хънт                  | награда   |
| Сатурн  | Най-добър фентъзи филм              | Най-добър фентъзи филм     | номинация |
| Сатурн  | Най-добър режисьор                  | Джо Джонстън               | номинация |
| Сатурн  | Най-добър актьор                    | Робин Уилямс               | номинация |
| Сатурн  | Най-добър млад актьор               | Кирстен Дънст              | номинация |
| Сатурн  | Най-добър млад актьор               | Брадли Пиърс               | номинация |

## В България
В България филмът е пуснат по кината на 15 март 1996 г. от Александра Филмс, а на 12 септември е издаден на VHS от Мейстар с български субтитри.
На 14 септември 2003 г. е излъчен за първи път по bTV, отново с български субтитри, а през 2013 г. е излъчен и повторен по няколко пъти, за първи път с български войсоувър дублаж.
На 31 декември 2006 г. е излъчен и по Нова телевизия, в неделя от 12:00 ч., а на 6 септември 2017 г. е повторен отново по обновената NOVA със втори български дублаж на Диема Вижън, чийто име не се споменава.

### Дублажи
| Озвучаващи артисти  | Радосвета Василева Силвия Лулчева Йорданка Илова Веселин Ранков Любомир Младенов |
| Преводач            | Калина Кирилова                                                                  |
| Тонрежисьор         | Стефан Македонски                                                                |
| Режисьор на дублажа | Чавдар Монов                                                                     |

| Озвучаващи артисти  | Даниела Йорданова Силвия Русинова Елисавета Господинова Здравко Методиев Васил Бинев Георги Георгиев-Гого |
| Преводач            | Бисер Пачев                                                                                               |
| Тонрежисьор         | Цветомир Цветков                                                                                          |
| Режисьор на дублажа | Димитър Кръстев                                                                                           |